# 珠名娘子
珠名娘子（たまな の いらつめ）は、『万葉集』に登場する女性。

## 概要
高橋虫麻呂は、下総国真間（現在の千葉県市川市）の手児奈（てこな）の歌や、摂津国葦屋（現在の兵庫県芦屋市）の菟原処女（うないおとめ）の歌など、地方の伝説や人事を詠んでいるが、珠名娘子もそのような歌の中に登場する人物である。
虫麻呂の歌によれば、珠名は、上総国の周淮郡の人物であったという。
珠名は、豊かな胸とくびれた蜂のような腰を持つ晴れやかな女性であり、「蝶嬴娘子（すがるおとめ）」と呼ばれた。そして、花が咲くように微笑み、立っていれば、道行く人は自分の行べきであった道を行かず、呼ばれもしないのに珠名の家の門に来た。珠名の家の隣の主人は、あらかじめ妻と別れて、頼まれないのに予め自分の家の鍵を珠名に渡すほどであった。男たちが皆自分に惑うので、珠名は、たとえ夜中であっても、身だしなみを気にせずに、男達に寄り添って戯れたという。

## 実態
珠名娘子のような女性は、その土地で知られた芸能者（遊行女婦）であり、珠名は遊行せずに周淮の地に定着していたと考えられる。

## 史跡
地元の伝承では、千葉県富津市二間塚字東内裏塚にある内裏塚古墳（だいりづかこふん）が娘子の墓であるとされる。内裏塚古墳は「珠名塚」とも呼ばれ、墳丘上に「珠名姫神社」があったという。ところが、明治末年に近隣の飯野神社の境内に移され、現在では、墳丘上に江戸時代末期に建てられた「珠名冢碑」が残っている。